# Shanna McCullough

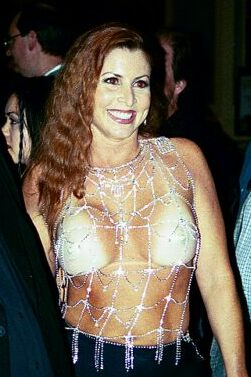
Shanna McCullough (2001)

Shanna McCullough (* 1. April 1960 als Marcia Elaine Gray in San Francisco, Kalifornien) ist eine US-amerikanische Pornodarstellerin und -produzentin.
McCullough begann ihre Pornokarriere im Jahr 1983. Bis zu ihrem letzten Auftritt vor der Kamera im Jahr 2003 drehte sie über 500 Filme, unter anderem Bobby Sox von Paul Thomas im Jahr 1996. Die langjährige Weggefährtin von Nina Hartley bekam 1999 den AVN Award „Best Actress“ für ihre Rolle im Film Looker.
Vor ihrer Karriere als Pornodarstellerin war McCullough am Theater aktiv. So spielte sie mehrere Jahre die „Janet Weiss“ in der Rocky Horror Picture Show in Berkeley, Kalifornien.

## Auszeichnungen
- AVN Award 1997 „Best Supporting Actress – Film“ in Bobby Sox
- AVN Award 1998 „Best Actress – Video“ für Hands Off
- AVN Award 1999 „Best Actress – Film“ für Looker
- 2000: AVN Award – „Best Supporting Actress, Video“[1]

- Mitglied der XRCO Hall of Fame